# 額肌
額肌（Frontalis muscle）是一塊薄薄的人體肌肉，位於前額，呈四邊形，且緊密地附著在淺筋膜上。額肌比枕肌更寬，其纖維長度更長、顔色更白。
它並不附著任何骨質。
額肌中央的部分纖維和降眉間肌相連，其邊緣纖維更和皺眉肌和眼輪匝肌邊緣相混合，再會合眉毛之處的皮膚，其側面纖維也和在額骨顴突上的後面肌肉會合。
額肌的主要功能就在於提起眉毛（相對於眼窩部分的眼輪匝肌），尤其當眼睛朝上看或眼前事物太遠、太暗時起作用，人在感覺詫異的時候也會收縮額肌。另一個看似無用的作用是把頭皮向前拉，相反於枕肌收縮的動作。
從這些連接處纖維都直接向上，並會合冠狀縫下帽狀腱膜。
兩塊額肌的邊緣部分在鼻子根部一段距離之上互相連起來，不過在兩塊枕肌之間卻有一處可觀但可變的間隔處，而此處是帽狀腱膜。
某些資料並不列額肌為單一的肌肉，但為枕額肌的一部分。

## 圖片

額肌的部分(顯示為紅色)
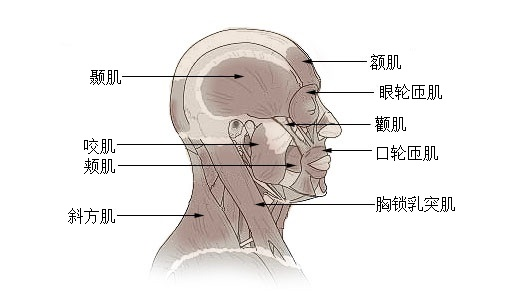
頭部與頸部的肌肉示意圖

## 外部連結
- 解剖學(Anatomy)-肌肉(muscle)-Muscles of Facial Expression(顏面表情肌) （页面存档备份，存于）
- LUC fron
- eMedicine Dictionary上的frontal+belly+of+occipitofrontalis+muscle
- PTCentral

本條目包含來自屬於公共領域版本的《格雷氏解剖學》之內容，而其中有些資訊可能已經過時。